# Greenacres (Florida)
Greenacres város az USA Florida államában, Palm Beach megyében. Lakosainak száma 43 990 fő (2020. április 1.).

## Népesség
A település népességének változása:

| 2010 | 37 573 |
| 2020 | 43 990 |